# Avellum
Avellum або Авеллум — українська юридична фірма, що спеціалізується у сферах фінансів, корпоративного права, M&A (злиття та поглинання), вирішення спорів, арбітражу, антимонопольного та податкового права в Україні. Заснована у 2009 році.

## Про компанію
Юридична фірма була заснована у липні 2009 року у Києві під назвою «Авеллум Партнерс» (Avellum Partners) Миколою Стеценком та Костянтином Лікарчуком. На початку діяльності фірма спеціалізувалась у сфері злиттів і поглинань, цінних паперів та реструктуризацій.
На початку 2010 р. До фірми приєднався Гліб Бондар, партнер Baker&McKenzie, та очолив практики фінансів, ринків капіталу та банківського права.
Більшість юристів приєдналися до Avellum саме з Baker&McKenzie, тому Avellum на початку існування фірма вважалася spin off з Baker&McKenzie.
Фірма обслуговує найбільші угоди на українському та міжнародному ринках.
У листопаді 2019 року практику вирішення спорів очолив Вадим Медведєв, який представляв інтереси ряду провідних світових інвестиційних фондів під час провадження у справі про визнання групи компаній «Мрія» неплатоспроможною в українських судах.

## Діяльність
Avellum працювала над усіма, крім одного, недержавними, державними, та квазі-державними випусками єврооблігацій з України, зокрема:
- Консультувала Міністерство фінансів України щодо випуску 7-річних облігацій на суму 1 млрд євро, який став першим випуском облігацій у євро, здійсненим Україною за майже 15 років.[6]
- Консультувала МХП щодо випуску єврооблігацій на суму $350 млн дол.[7]
- Консультувала ДТЕК ВДЕ у зв'язку з першим випуском «зелених» єврооблігацій на суму 325 млн євро.[8]
- Консультувала щодо випуску НАК «Нафтогаз України» єврооблігацій на суму 600 млн євро та 335 млн дол. США.[9][10]
- Консультувала Metinvest B.V. щодо деномінованого у двох валютах випуску та пропозиції викупу єврооблігацій[11]
- Компанія консультувала Citigroup Global Markets Limited та Deutsche Bank AG, London Branch з питань українського права щодо випуску НАК «Нафтогаз України» єврооблігацій на суму 600 млн євро та 335 млн дол. США.[10]
- Супроводжувала передекспортне фінансування для групи Миронівський Хлібопродукт від ING Bank.[12]

У 2017 році Avellum виступила юридичним радником компанії Кернел з випуску нею забезпечених гарантією облігацій на суму 300 млн дол. США.
Фірма консультувала Міністерство фінансів України у зв'язку з реструктуризацією 13-ти серій облігацій зовнішньої державної позики та гарантованих державою єврооблігацій на загальну основну суму приблизно 15 млрд дол. США, що завершилося 2015 року.
Фірма також оформила надання кредиту від Японського агентства міжнародного співробітництва (JICA) для Кабінету Міністрів України по впровадженню реконструкції очисних споруд в Бортничах.
З 2017 року працює програма стажування Join Avellum для студентів юристів юридичних факультетів останніх курсів університетів. Завдяки програмі студенти можуть отримати досвід роботи над реальними трансакціями, визначитись зі своєю подальшою юридичною спеціалізацією та психологічно підготуватися до роботи в юридичній компанії.
У червні 2020 року Avellum провела дослідження ринку кризових злиттів і поглинань серед власників, топ-менеджерів і керівників юридичних відділів українських і міжнародних компаній.
Avellum консультувала Metinvest B.V. щодо випуску єврооблігацій на суму $333 млн дол. та пропозицій викупу.
Avellum консультувала щодо суверенних фінансувань України на суму понад $1,5 млрд дол.

### Партнери
В Avellum входить 6 партнерів — Микола Стеценко — керуючий партнер, старші партнери Гліб Бондар та Костянтин Лікарчук, та партнери Вадим Медведєв, Юрій Нечаєв та Максим Максименко.

### Членство
Фірма Avellum входить є членом Американської торговельної палати та Українсько-Американської бізнес-ради (USUBC).

## Спеціалізація
Фірма спеціалізується у сферах фінансів, корпоративного права, вирішення спорів, арбітражу, нерухомості, податкового та антимонопольного права, корпоративних фінансів. Також фірма співпрацює з міжнародними та українськими фінансовими інституціями під час супроводження мультиюрисдикційних трансакцій.

## Суспільна та законодавча діяльність
Юристи AVELLUM брали активну участь в розробці 3-х законів щодо процедури squeeze-out, корпоративних договорів, а також ТОВ.
Микола Стеценко працював у складі робочої групи з підготовки Концепції модернізації правового регулювання умов ведення бізнесу в Україні.
Фірма підтримує проведення змагань з міжнародного права імені Філіппа С. Джессапа та Телдерса в Україні.
Avellum підтримала першу українську «Літню школу Джессапа», яка пройшла на початку липня 2016 року та підтримує й надалі.

## Рейтинги
- Топ-10 юридичних компаній України за версією рейтингу «50 провідних юридичних фірм України 2019 року» видавництва «Юридична Практика», 2016—2020 роки.[28]
- Топ-10 юридичних компаній України за версією Юридичної Газети, 2016—2019 роки.[29][30][31][32]
- 1-ше місце у категоріях: «Банкрутство (реструктуризація)» (2016)[32], «Корпоративне право» (2017)[31], «Банківське та фінансове право», «Сімейне право» та «Трудове право» (2018)[30] «Аграрне та земельне право» (2019 рік)[29], за версією Юридичної Газети.
- Юридична фірма року у сфері банківського і фінансового права та у сфері M&A за версією Юридичної Практики у 2020.[33]
- Юридична фірма року в агросфері за версією Юридичної Практики 2019.[34]
- Юридична фірма року у сфері банківського і фінансового права та у сфері корпоративного права за версією Юридичної Практики 2018.[35]
- У 2020 році у рейтингах Chambers Global and Europe Avellum — єдина юридична фірма від України у найвищій групі рейтингу в усіх практиках сфери корпоративних фінансів[36][37][38]
- Найкраща податкова трансакція 2016 року в сфері реструктуризації в Європі (реструктуризація державного та гарантованого державою боргу України) на церемонії вручення European Tax Awards, організованої виданням International Tax Review (ITR).[39]
- "Юридична фірма 2016 року у сфері банківського та фінансового права за версією «Юридичної Практики».[40]
- Юридична фірма року в Україні 2016 за версією IFLR[що це?].[41]